# Mimi Coertse
Maria Sophia Coertse, coneguda artísticament com a Mimi Coertse (Durban, Sud-àfrica, 12 de juny de 1932), és una soprano sud-africana. És coneguda, també, per la seva interpretació de cançons africanes.

## Primers anys
Mimi Coertse va néixer a Durban, KwaZulu-Natal. Es va matricular a l'Escola de Nenes de Helpmekaar de Johannesburg i va començar els estudis de cant a Sud-àfrica en 1949. L'11 de desembre de 1951 va debutar en el City Hall de Johannesburg, cantant El Messies de Georg Friedrich Händel.
El juliol de 1953 es va casar amb el locutor de ràdio i compositor Dawid Engela. Va marxar de Sud-àfrica el setembre de 1953 cap a Londres, i després es va traslladar a Viena. El gener de 1954 va començar a estudiar veu amb Maria Hittorff i Josef Witt.

## Carrera
Coertse va fer el seu debut operístic el gener de 1955 com la primera de les noies-flor de Klingsor de Parsifal de Wagner, en el Teatro San Carlo de Nàpols, sota la direcció de Karl Böhm. També va cantar a Basilea en el Teatre Sant Carlo. El 17 de març de 1956 va fer el seu debut en l'Òpera Estatal de Viena, en el paper de la Reina de la Nit de La flauta màgica de Mozart, i es va quedar amb l'Òpera Estatal de Viena fins a 1978. Va realitzar el seu debut en el Covent Garden de Londres en 1956, en el mateix paper de la Reina de la Nit.
Coertse va cantar la part per a soprano de l'oratori Matthäus-Passion (la Passió segons Sant Mateu) de J.S. Bach, en la primera aparició de Fritz Wunderlich en Viena en 1958. Novament en 1958, Fritz Wunderlich i Coertse van tornar a treballar junts en el festival d'Ais de Provença en La flauta màgica. En 1965, va cantar el paper de Constanza de l'òpera Die Entführung aus dem Serail de Mozart en l'Òpera Estatal de Viena, també amb Fritz Wunderlich, en el paper de Belmonte.
Coertse ha cantat en els següents teatres: Ais de Provença, Atenes, Barcelona, Brussel·les, Covent Garden, Düsseldorf, Glyndebourne, Graz, Hamburg, Linz, Londres, Melk, Nàpols, Palerm, Salzburg, Stuttgart, La Haia, Torí i Wiesbaden.
Ha treballat amb els següents directors: Karl Böhm, Vittorio Gui, Alberto Erede, Heinrich Hollreiser, Herbert von Karajan, Joseph Keilberth, Jascha Horenstein, Rudolf Kempe, Josef Krips, Rafael Kubelík, Erich Leinsdorf, Wilhelm Loibner, Lorin Maazel, Dimitri Mitrópoulos, Edouard van Remoortel, Rudolf Moralt, Heinz Wallberg, Nello Santi, Giuseppe Patane, John Pritchard, Argeo Quadri, Mario Rossi, Sir Malcolm Sargent, Hermann Scherchen, Georg Solti, Hans Swarowsky, Horst Stein, George Szell, Silvio Varviso, Antonino Votto i Berislav Klobučar.
Algun dels més cantants d'òpera més famosos amb els quals ha compartit escena han estat: Eberhard Wächter, Jean Madeira, Giuseppe di Stefano, Alfredo Kraus, George London, Walter Berry, Rudolf Christ, Renate Holm, Boris Christoff, Anton Dermota, Otto Edelmann, Cesare Siepi, Giuseppe Taddei, Ettore Bastianini, Luciano Pavarotti, Aldo Protti, Simon Estes, Hilde Gueden, Johannes Heesters, Sena Jurinac, Waldemar Kmentt, Peter Schreier, Gottlob Frick, Paul Schöffler, Erich Kunz, Christa Ludwig, Julius Patzak, Murray Dickie, Luigi Alva, Helge Rosvaenge, Rudolf Schock, Birgit Nilsson, Teresa Stich-Randall, Gwyneth Jones, Otto Wiener, Heinz Holecek i Giuseppe Zampieri.

## Darrers anys
Des del seu retorn a Sud-àfrica en 1973, ha estat una convidada habitual en les conferències de Sud-àfrica i en múltiples programes de la ràdio i la televisió. En els últims anys ha dedicat el seu temps a fer veure als joves cantants de Sud-àfrica l'oblidat art de cantar Lied. El seu suport a la gent de Sud-àfrica ha estat excepcional, com es pot veure als seus programes Debuta amb Mimi i Les beques Mimi Coertse.
En 1998, Mimi Coertse i Neels Hansen van fundar The Black Tie Ensemble, un projecte de desenvolupament que permet als joves cantants de formació clàssica iniciar una carrera professional. El programa, patrocinat per Sappi, realitza les òperes en el Teatre de l'Estat a Pretòria, al jardí botànic Walter Sisulu de Johannesburg i al Teatre Cívic de la mateixa ciutat.

## Repertori
- La flauta màgica (Wolfgang Amadeus Mozart) - Reina de la Nit
- Die Entführung aus dem Serail (Wolfgang Amadeus Mozart) - Constanza
- Ariadne auf Naxos (Richard Strauss) - Nàiade, després Zerbinetta
- Rigoletto (Giuseppe Verdi) - Gilda
- Les Contes d'Hoffmann (Jacques Offenbach) - Olimpia, Antonia, Giulietta, Stella
- Palestrina (Hans Pfitzner) - L'àngel
- Carmen (Georges Bizet) - Frasquita
- Martha (Friedrich von Flotow) - Marta
- Mignon (Ambroise Thomas) - Philine
- La traviata (Giuseppe Verdi) - Violetta
- Irische Legende (Werner Egk) - Protagonista femenina
- L'incontro improvviso (Joseph Haydn) - Protagonista femenina
- Pagliacci (Ruggiero Leoncavallo) - Nedda
- Arabella (Richard Strauss) - Fiaker-Milli
- Bastien und Bastienne (Wolfgang Amadeus Mozart) - Bastienne
- Die lustige Witwe (Franz Lehár) - Hanna Glawari
- Lucia di Lammermoor (Gaetano Donizetti) - Lucia
- Die Fledermaus (Johann Strauss II) - Rosalinde
- L'Heure espagnole (Maurice Ravel) - Concepción, amb Otto Schenk
- Don Giovanni (Wolfgang Amadeus Mozart) - Donna Elvira
- La bohème (Giacomo Puccini) - Musetta
- Norma (Vincenzo Bellini) - Norma
- Così fan tutte (Wolfgang Amadeus Mozart) - Fiordiligi
- Falstaff (Giuseppe Verdi) - Mrs. Alice Ford
- Turandot (Giacomo Puccini) - Liu, la joven esclava.
- Angélique (Jacques Ibert) - Angelique
- Don Giovanni (Wolfgang Amadeus Mozart) - Donna Anna
- Die schweigsame Frau (Richard Strauss) - Aminta, Tímida
- Die ägyptische Helena (Richard Strauss) - Aithra
- Daphne (Richard Strauss) - Daphne
- Don Carlo (Giuseppe Verdi) - Elisabeth von Valois

## Discografia (selecció)
- Johann Sebastian Bach: Magnificat, director Felix Prohaska, Mimi Coertse, Margaret Sjostedt, Hilde Rössel-Majdan, Anton Dermota, Frederic Guthrie, LP: Bach Guild, CD: Vanguard OVC 2010. Viena, 1957.
- Haydn: Die Schöpfung, director Jascha Horenstein, Gabriel i Eva - Mimi Coertse, Uriel - Julius Patzak, Raphael i Adam - Dezső Ernster, Orquestra Popular de Viena, Associació Cantant d'Amics de la Música. Turnabout TV 34184/5 S.
- Franz Lehár: Die lustige Witwe, director Hans Hagen, Mimi Coertse, Friedl Loor, Karl Terkal, Cor i Orquestra de l'Òpera Estatal de Viena.
- Gustav Mahler: Simfonia núm. 2, director Hermann Scherchen, Cor i Orquestra de l'Òpera Estatal de Viena, Mimi Coertse i Lucretia West, Decca.
- Gustav Mahler: Simfonia núm. 8, “Simfonia dels mil“, director Dimitri Mitropoulos, Mimi Coertse, Hilde Zadek, Lucretia West, Ira Malaniuk, Giuseppe Zampieri, Hermann Prey, Otto Edelmann, Filharmònica de Viena.
- Mozart: Bastien und Bastienne, director Wolfgang Ebert, Bastien - Eva Düske, Bastienne - Mimi Coertse, Colas - Horst Günter. Orquestra Simfònica d'Hamburg, Turnabout TV 4053/TV 34053S.
- Mozart: Der Schauspieldirektor, director André Rieu, Madame Herz - Mimi Coertse, Mademoiselle Silberklang - Christa Degler, Monsieur Vogelsang - Waldemar Kmentt, Buff - Jacques Villisech, Orquestra de l'Òpera Estatal de Viena, 1963, Decca.
- Mozart: La flauta màgica, cantada en italià en directe, director Vittorio Gui, Mimi Coertse (Königin der Nacht), Sena Jurinac, Juan Oncina, Alda Noni, Giuseppe Taddei, Boris Christoff, Internationale Stiftung Mozarteum, Salzburg CD: House of Opera ALD3013.
- Giovanni Pergolesi: Stabat Mater, Viena, 1957. Orgel: Anton Heiller, Sopran Mimi Coertse, Alt Hilde Rossel-Majdan, Tenor Anton Dermota, Bass Frederick Guthrie, Dirigent Felix Prohaska, Cor i Orquestra de l'Òpera Estatal de Viena.
- Hans Pfitzner: Palestrina, director Robert Heger, Fritz Wunderlich, Otto Wiener, Sena Jurinac, Christa Ludwig, Mimi Coertse (1. Engel), Filharmònica de Viena, 1964, CD: RCA 74321 795982 - extractes.
- Giacomo Puccini: La Bohème, director Francesco Molinari-Pradelli, Hilde Güden, Gianni Raimondi, Frederick Guthrie, Musetta Mimi Coertse, en directe a l'Òpera de Viena.
- Robert Stolz: Frühjahrsparade, director Robert Stolz, Mimi Coertse, Guggi Löwinger, Peter Minich, Erich Kuchar, Fred Liewehr, Cor i Orquestra Popular de Viena.
- Richard Strauss: Die Ägyptische Helena, director Josef Krips, Gwyneth Jones, Jess Tomas, Peter Schreier, Mimi Coertse, Margarita Lilowa, Filharmònica de Viena, 1970, CD: RCA 74321 694292 (2CD).
- Richard Strauss: Arabella, director Georg Solti, Arabella - Lisa della Casa, Zdenka - Hilde Güden, Mandryka - George London, Matteo - Anton Dermota, Fiakermilli - Mimi Coertse, Filharmònica de Viena. Decca.
- Richard Strauss: Ariadne auf Naxos, director Erich Leinsdorf, Leonie Rysanek - Die Primadonna - Ariadne, Roberta Peters - Zerbinetta, Jan Peerce - Der Tenor - Bacchus, Sena Jurinac - Der Komponist, Mimi Coertse - Nàiade,.. Filharmònica de Viena, Juliol 1958. Decca
- Ambroise Thomas: Mignon, director Peter Maag, Hertha Töpper, Rudolf Schock, Gottlob Frick, WDR Sinfonieorchester Köln. Relief.
- Giuseppe Verdi: Rigoletto, director Argeo Quadri, Herzog von Mantua - Waldemar Kmentt, Rigoletto - Walter Berry, Gilda - Mimi Coertse, Maddalena - Sonja Draksler. Orquestra Popular de Viena. Baccarola Auslese 80 004 ZR.
- Verdi: Rigoletto, director Mario Rossi, Libero De Luca, Josef Metternich, Mimi Coertse, Gottlob Frick, Ira Malaniuk, Kölner Rundfunk-Orchester 1956, Walhall - WLCD0193 (CD - 2 discs).
- Antonio Vivaldi: Gloria en Re Major, director Hermann Scherchen, Mimi Coertse, Ina Dressel, Sonja Draxler, Orquestra de l'Òpera Estatal de Viena. ReDiscovery Stereo RD 010.
- Lieder vienesos amb Hans Moser, Peter Alexander, Paul Hörbiger, Cissy Kraner, Hermann Leopoldi,... Mimi Coertse canta Robert Stolz: Im Prater blühn wieder die Bäume.
- Mimi Coertse canta Mozart i Strauss. Donna Anna de Don Giovanni, Or sai chi l'onore, Crudele... Non mi dir; Motet de Mozart Exsultate, jubilate; Strauss Vier letzte Lieder, Salomé de Strauss. Interpretacions en concerts a Sud-àfrica entre gener de 1973 i 1980.